# Andri Peer
Pour les articles homonymes, voir Peer.
Andri Peer, né le 19 décembre 1921 à Sent et mort le 2 juin 1985 à Winterthour, est un écrivain suisse d'expression romanche.

## Biographie
Andri Peer est né le 19 décembre 1921 à Sent. Fréquentant l'école normale à Coire de 1937 à 1941, il suit à partir de 1943 des études de langues romanes à Zurich et Paris puis de doctorat en 1951.
À partir de 1952, il enseigne le français et l'italien à l'école cantonale de Winterthur. Il est également chargé de cours de langue et de littérature rhéto-romanes à l'université de Zurich. Il est membre du comité de l'association des écrivains romanches et suisses et président du club P.E.N. de la Suisse italienne et romanche. Andri Peer publie de nombreux articles sur la littérature contemporaine en romanche, en italien et en français pour différents journaux et revues, principalement en Suisse alémanique.[réf. souhaitée]
Andri Peer commence à publier en 1943 : en 1945, il publie un premier récit en allemand, Erinnerungen an einen Wilderer, dans la revue Schweizer Spiegel, en 1946, il publie son premier recueil de poèmes, La trais-cha dal temp, et en 1947, ses trois premiers récits en romanche dans la collection Chasa paterna. Jusqu'en 1985, Andri Peer écrit des poèmes exclusivement en romanche, dont il traduit une sélection en allemand, en italien et en français en collaboration avec des poètes de l'autre langue, notamment Herbert Meier, Giorgio Orelli et André Imer. Il publie également des récits et quelques pièces radiophoniques en allemand. Andri Peer écrit également des articles pour la radio et la télévision et présente son œuvre lors de différentes tournées de conférences en Suisse et à l'étranger.[réf. souhaitée]
Andri Peer meurt le 2 juin 1985 à Winterthour.

## Héritage
Son héritage se trouve aux Archives littéraires suisses à Berne. Son frère Oscar Peer est écrivain, philologue et professeur d'école secondaire.[réf. souhaitée]